# Hithala, Shikarpur
Hithala là một làng thuộc tehsil Shikarpur, huyện Shimoga, bang Karnataka, Ấn Độ.